# 원더우먼 (2017년 영화)
《원더우먼》(영어: Wonder Woman)은 2017년 공개된 미국의 슈퍼히어로 영화로, DC 코믹스의 동명의 슈퍼히어로를 주인공으로 한다.

## 줄거리
아마존 데미스키라 왕국의 공주 ‘다이애나 프린스’(갤 가돗)는 전사로서 훈련을 받던 중 최강 전사로서의 운명을 직감한다. 때마침 섬에 불시착한 조종사 ‘트레버 대위’(크리스 파인)를 통해 인간 세상의 존재와 그 곳에서 전쟁이 일어나고 있음을 알게 된다. 신들이 주신 능력으로 세상을 구하는 것이 자신의 사명임을 깨달은 다이애나는 낙원과 같은 섬을 뛰쳐나와 1차 세계 대전의 지옥 같은 전장 한가운데로 뛰어든다.

## 출연
- 갈 가도트[2] - 다이애나 프린스 / 원더우먼 역
- 크리스 파인 - 스티브 트레버 역
- 데이비드 슐리스 - 패트릭 모건 / 아레스 역
- 대니 휴스턴 - 에리히 루덴도르프 장군 역
- 엘레나 아나야 - 이저벨 마루 / 닥터 포이즌 역
- 코니 닐센 - 히폴리테 여왕 역
- 로빈 라이트 - 안티오페 장군 역
- 루시 데이비스 - 에타 캔디 역
- 사이드 타그마우이 - 새미어 역
- 유진 브레이브 록 - 치프 역
- 유언 브렘너 - 찰리 역
- 릴리 애스펠 - 8살 다이애나 역
- 에밀리 캐리 - 12살 다이애나 역
- 도젠 크로스 - 베닐리아 역
- 엘리너 마츠우라 - 에피오네 역
- 메이링 응 - 오라나 역
- 사만다 조 - 유비아 역
- 플로렌스 카숨바 - 아칸다 역
- 리사 로벤 콩슬리 - 메날리페 역
- 리 네빌 - 스코틀랜드 연대 병사 역
- 졸리 스탠포드 - 아마존 전사 역
- 마르코 레트 - 독일 병사 역
- 레이 홀랜드 - 병사 역
- 미로슬라브 자루바 - 독일 비행기 기계공 역

## 공개
2017년 6월 2일에 공개되었다. 대한민국에서는 2017년 5월 31일에 개봉되었다.
영화 《원더우먼》에 출연한 배우인 갈 가도트가 이스라엘 출신이라는 점 때문에 레바논에서는 갈 가도트가 출연한 영화 《원더우먼》의 상영에 반대하는 여론이 높았다. 이에 따라 레바논 정부는 영화 《원더우먼》의 상영을 금지했다. 튀니지 법원도 이와 같은 이유로 영화 《원더우먼》의 상영을 금지했다.